# 源雅亮
源 雅亮（みなもと の まさすけ）は、平安時代後期の貴族・有職家。醍醐源氏、甲斐守・源雅職の子。官位は従五位下・伊賀守。

## 経歴
始め大舎人助を務める。右・左近衛将監を経て、仁平3年（1153年）に従五位下に叙爵。同年皇后宮少進に叙任され、8月29日には雅亮が藤原頼長の室・藤原幸子の乳母肥前の養子であった縁から、頼長とその妻の家司に補任。また頼長より鳥羽院判代官に推挙されるなど頼長に接近。
仁安2年（1152年）、頼長の子・師長が藤原顕頼の娘と婚姻した際には書の使いを勤仕した。久寿2年（1155年）10月の大嘗会の御禊では女御の車の前駈を務める。頼長が戦死した保元の乱（1156年）以降は幸子の実家である徳大寺家の家人となり徳大寺実定に仕えている。皇后宮少進を経て仁安4年（1169年）伊賀守に任ぜられ、斎宮惇子内親王の家司も務めた。
父・雅職に続いて雅亮も装束家として活躍し、師長の束帯の着付けや頼長家にて五節の童女の着付けなどに奉仕した。また幸子の父・徳大寺実能より総角の結い方を学び、頼長の子・隆長の総角を結っている。承安年間には雅亮以外に総角を結える者は少なかったという。
装束家として著した有職書『満佐須計装束抄』は平安時代後期の宮中の行事に展開する調度・装束の慣例が記されており、この時代の調度・服装を研究する上で重要な史料となっている。
平清盛の長男・重盛と次男・基盛とは親戚同士（重盛達の外祖父高階基章と雅亮の父の雅職が従兄弟）でもある縁か雅亮の娘の職子は安徳天皇即位の際に掌侍に任命されている。

## 系譜
- 父：源雅職
- 母：不詳
- 養母：藤原幸子の乳母肥前
- 妻：不詳
- 生母不明の子女
  - 男子：源亮清
  - 男子：源守職
  - 男子：源亮行
  - 男子：源職亮
  - 男子：源有政
  - 女子：源職子 - 安徳天皇掌侍、甲斐掌侍